# Coupe du monde de gymnastique artistique 2012
Navigation
Coupe du monde 2011 Coupe du monde 2013
La coupe du monde de gymnastique artistique 2012 se déroule du 3 mars 2012 au 8 décembre 2012. À la suite de l'annulation de la manche de Tokyo, celle-ci est composée de 3 manches pour le concours général et 4 manches pour les compétitions par appareils.

## Classement concours général
| Rang | Nom             | Points |
| ---- | --------------- | ------ |
| 1    | Marcel Nguyen   | 140    |
| 2    | Daniel Purvis   | 120    |
| 3    | Danell Leyva    | 115    |
| 4    | Kazuhito Tanaka | 80     |
| 5    | Fabian Gonzalez | 55     |

| Rang | Nom             | Points |
| ---- | --------------- | ------ |
| 1    | Elizabeth Price | 100    |
| 2    | Elisabeth Seitz | 90     |
| 3    | Kim Bui         | 75     |
| 4    | Rebecca Tunney  | 70     |
| 5    | Vanessa Ferrari | 65     |

## Classement par appareils
| Rang | Nom                              | Points |
| ---- | -------------------------------- | ------ |
| 1    | Eleftherios Kosmidis             | 115    |
| 2    | Tomislav Markovic                | 66     |
| 3    | Enrique Tomas Gonzalez Sepulveda | 61     |
| 4    | Andrew Smith                     | 60     |
| 5    | Alexander Shatilov               | 58     |

| Rang | Nom                 | Points |
| ---- | ------------------- | ------ |
| 1    | Saso Bertoncelj     | 116    |
| 2    | Krisztian Berki     | 70     |
| 2    | Louis Smith         | 70     |
| 4    | Robert Seligman     | 64     |
| 5    | Donna Donny Truyens | 62     |

| Rang | Nom                      | Points |
| ---- | ------------------------ | ------ |
| 1    | Elefthérios Petroúnias   | 120    |
| 2    | Arthur Nabarrete Zanetti | 115    |
| 3    | Lambertus Van Gelder     | 72     |
| 4    | Oleksandr Vorobiov       | 63     |
| 5    | Igor Radivilov           | 55     |

| Rang | Nom                              | Points |
| ---- | -------------------------------- | ------ |
| 1    | Marek Lyszczarz                  | 110    |
| 2    | Igor Radivilov                   | 92     |
| 3    | Enrique Tomas Gonzalez Sepulveda | 75     |
| 4    | Nguyen Ha Thanh                  | 50     |
| 5    | Angel Ramos Rivera               | 48     |

| Rang | Nom              | Points |
| ---- | ---------------- | ------ |
| 1    | Mitja Petkovsek  | 135    |
| 2    | Adam Kierzkowski | 75     |
| 3    | Roman Kulesza    | 72     |
| 4    | Epke Zonderland  | 61     |
| 5    | Yann Cucherat    | 57     |

| Rang | Nom              | Points |
| ---- | ---------------- | ------ |
| 1    | Epke Zonderland  | 90     |
| 2    | Marijo Moznik    | 67     |
| 3    | Nicolas Cordoba  | 60     |
| 4    | Roman Kulesza    | 55     |
| 5    | Mykola Kuksenkov | 53     |

| Rang | Nom                         | Points |
| ---- | --------------------------- | ------ |
| 1    | Teja Belak                  | 92     |
| 2    | Giulia Steingruber          | 80     |
| 3    | Tijana Tkalcec              | 77     |
| 4    | Alexa Citlali Moreno Medina | 75     |
| 5    | Thi Ha Thanh Phan           | 71     |

| Rang | Nom                 | Points |
| ---- | ------------------- | ------ |
| 1    | Marta Pihan-Kulesza | 91     |
| 2    | Celine Van Gerner   | 85     |
| 3    | Kristyna Palesova   | 67     |
| 4    | Jana Sikulova       | 54     |
| 5    | Yao Jinnan          | 50     |

| Rang | Nom                | Points |
| ---- | ------------------ | ------ |
| 1    | Vasilikí Milloúsi  | 75     |
| 2    | Teja Belak         | 68     |
| 3    | Catalina Ponor     | 60     |
| 3    | Giulia Steingruber | 60     |
| 5    | Yao Jinnan         | 50     |

| Rang | Nom                 | Points |
| ---- | ------------------- | ------ |
| 1    | Sasa Golob          | 92     |
| 2    | Adela Sajn          | 60     |
| 3    | Diana Laura Bulimar | 55     |
| 4    | Lauren Mitchell     | 50     |
| 5    | Tina Erceg          | 46     |

## Calendrier

### Messieurs
| Date                                 | Lieu                          | Épreuve           | Vainqueur                        | Second                           | Troisième                        |
| ------------------------------------ | ----------------------------- | ----------------- | -------------------------------- | -------------------------------- | -------------------------------- |
| 3 mars 2012                          | New York                      | Concours général  | Danell Leyva                     | Mykola Kuksenkov                 | Marcel Nguyen                    |
| 22 mars 2012 au 25 mars 2012         | Cottbus (Tournoi des Maîtres) | Sol               | Philipp Boy                      | Enrique Tomas Gonzalez Sepulveda | Tomislav Markovic                |
| 22 mars 2012 au 25 mars 2012         | Cottbus (Tournoi des Maîtres) | Cheval d'arçons   | Xiao Qin                         | Daniel Keatings                  | Max Whitlock                     |
| 22 mars 2012 au 25 mars 2012         | Cottbus (Tournoi des Maîtres) | Anneaux           | Chen Yibing                      | Arthur Nabarrete Zanetti         | Elefthérios Petroúnias           |
| 22 mars 2012 au 25 mars 2012         | Cottbus (Tournoi des Maîtres) | Saut de cheval    | Igor Radivilov                   | Dzmitry Kaspiarovich             | Enrique Tomas Gonzalez Sepulveda |
| 22 mars 2012 au 25 mars 2012         | Cottbus (Tournoi des Maîtres) | Barres parallèles | Mitja Petkovsek                  | Oleg Stepko                      | Cyril Vieu                       |
| 22 mars 2012 au 25 mars 2012         | Cottbus (Tournoi des Maîtres) | Barre fixe        | Epke Zonderland                  | Paul Ruggeri III                 | John Orozco                      |
| 28 mars 2012 au 30 mars 2012         | Doha                          | Sol               | Zou Kai                          | Tomislav Markovic                | Vlad Bogdan Cotuna               |
| 28 mars 2012 au 30 mars 2012         | Doha                          | Cheval d'arçons   | Saso Bertoncelj                  | Liao Qiuhua                      | Cyril Tommasone                  |
| 28 mars 2012 au 30 mars 2012         | Doha                          | Anneaux           | Liao Qiuhua                      | Davtyan Vahagn                   | Danny Rodrigues                  |
| 28 mars 2012 au 30 mars 2012         | Doha                          | Saut de cheval    | Du Wei                           | Artur Davtyan                    | Marek Lyszczarz                  |
| 28 mars 2012 au 30 mars 2012         | Doha                          | Barres parallèles | Guo Weiyang                      | Yann Cucherat                    | Claudio Capelli                  |
| 28 mars 2012 au 30 mars 2012         | Doha                          | Barre fixe        | Zou Kai                          | Yann Cucherat                    | Guo Weiyang                      |
| 7 avril 2012 au 8 avril 2012         | Zibo                          | Sol               | Flavius Koczi                    | Steven Legendre                  | Alexander Shatilov               |
| 7 avril 2012 au 8 avril 2012         | Zibo                          | Cheval d'arçons   | Krisztian Berki                  | Louis Smith                      | Saso Bertoncelj                  |
| 7 avril 2012 au 8 avril 2012         | Zibo                          | Anneaux           | Chen Yibing                      | Elefthérios Petroúnias           | Lambertus Van Gelder             |
| 7 avril 2012 au 8 avril 2012         | Zibo                          | Saut de cheval    | Igor Radivilov                   | Steven Legendre                  | Flavius Koczi                    |
| 7 avril 2012 au 8 avril 2012         | Zibo                          | Barres parallèles | Feng Zhe                         | Mitja Petkovsek                  | Zhang Chenglong                  |
| 7 avril 2012 au 8 avril 2012         | Zibo                          | Barre fixe        | Zhang Chenglong                  | Mykola Kuksenkov                 | Jackson Payne                    |
| 27 avril 2012 au 29 avril 2012       | Osijek                        | Sol               | Daniel Purvis                    | Eleftherios Kosmidis             | Enrique Tomas Gonzalez Sepulveda |
| 27 avril 2012 au 29 avril 2012       | Osijek                        | Cheval d'arçons   | Saso Bertoncelj                  | Donna Donny Truyens              | Mykola Kuksenkov                 |
| 27 avril 2012 au 29 avril 2012       | Osijek                        | Anneaux           | Arthur Nabarrete Zanetti         | Samir Aït Saïd                   | Elefthérios Petroúnias           |
| 27 avril 2012 au 29 avril 2012       | Osijek                        | Saut de cheval    | Enrique Tomas Gonzalez Sepulveda | Marek Lyszczarz                  | Ruslan Panteleymonov             |
| 27 avril 2012 au 29 avril 2012       | Osijek                        | Barres parallèles | Daniel Corral Barron             | Mitja Petkovsek                  | Marius Daniel Berbecar           |
| 27 avril 2012 au 29 avril 2012       | Osijek                        | Barre fixe        | Vlasios Maras                    | Yann Cucherat                    | Andreas Bretschneider            |
| 1er juin 2012 au 3 juin 2012         | Maribor                       | Sol               | Rafael Morales-Casado            | Oleksander Suprun                | Renato Nascimento De Oliveira    |
| 1er juin 2012 au 3 juin 2012         | Maribor                       | Cheval d'arçons   | Prashanth Sellathurai            | Louis Smith                      | Krisztian Berki                  |
| 1er juin 2012 au 3 juin 2012         | Maribor                       | Anneaux           | Artur Nabarrete Zanetti          | Tommy Ramos                      | Federico Molinari                |
| 1er juin 2012 au 3 juin 2012         | Maribor                       | Saut de cheval    | Lin Chaopan                      | Marek Lyszczarz                  | Tomi Tuuha                       |
| 1er juin 2012 au 3 juin 2012         | Maribor                       | Barres parallèles | Mitja Petkovsek                  | Wang Peng                        | Adam Kierzkowski                 |
| 1er juin 2012 au 3 juin 2012         | Maribor                       | Barre fixe        | Epke Zonderland                  | Marijo Moznik                    | Maksym Semiankiv                 |
| 9 juin 2012 au 10 juin 2012          | Gand                          | Sol               | Eleftherios Kosmidis             | Isaac Botella                    | Angel Ramos Rivera               |
| 9 juin 2012 au 10 juin 2012          | Gand                          | Cheval d'arçons   | Zhang Hongtao                    | Daniel Keatings                  | Prashanth Sellathurai            |
| 9 juin 2012 au 10 juin 2012          | Gand                          | Anneaux           | Arthur Nabarrete Zanetti         | Elefthérios Petroúnias           | Federico Molinari                |
| 9 juin 2012 au 10 juin 2012          | Gand                          | Saut de cheval    | Cheng Ran                        | Enrique Tomas Gonzalaz Sepulveda | Nguyen Ha Thanh                  |
| 9 juin 2012 au 10 juin 2012          | Gand                          | Barres parallèles | Pham Phuoc Hung                  | Epke Zonderland                  | Liu Rongbing                     |
| 9 juin 2012 au 10 juin 2012          | Gand                          | Barre fixe        | Epke Zonderland                  | Liu Rongbing                     | Aliaksandr Tsarevich             |
| 23 novembre 2012 au 24 novembre 2012 | Ostrava                       | Sol               | Ryuzo Sejima                     | Arthur Nabarrete Zanetti         | Eleftherios Kosmidis             |
| 23 novembre 2012 au 24 novembre 2012 | Ostrava                       | Cheval d'arçons   | Andryey Likhavitski              | Donna Donny Truyens              | Takuto Kakitani                  |
| 23 novembre 2012 au 24 novembre 2012 | Ostrava                       | Anneaux           | Elefthérios Petroúnias           | Arthur Nabarrete Zanetti         | Oleksandr Vorobiov               |
| 23 novembre 2012 au 24 novembre 2012 | Ostrava                       | Saut de cheval    | Ha Thanh Nguyen                  | Marek Lyszczarz                  | Michael Fussenegger              |
| 23 novembre 2012 au 24 novembre 2012 | Ostrava                       | Barres parallèles | Oleg Verniaiev                   | Ha Thanh Nguyen                  | Adam Kierzkowski                 |
| 23 novembre 2012 au 24 novembre 2012 | Ostrava                       | Barre fixe        | Bart Deurloo                     | Kazuyuki Takeda                  | Marijo Moznik                    |
| 1er décembre 2012 au 2 décembre 2012 | Stuttgart                     | Concours général  | Marcel Nguyen                    | Daniel Purvis                    | David Belyavskiy                 |
| 8 décembre 2012                      | Glasgow                       | Concours général  | Marcel Nguyen                    | Kazuhito Tanaka                  | Daniel Purvis                    |

### Dames
| Date                                 | Lieu                          | Épreuve             | Vainqueur                   | Second                      | Troisième                 |
| ------------------------------------ | ----------------------------- | ------------------- | --------------------------- | --------------------------- | ------------------------- |
| 3 mars 2012                          | New York                      | Concours général    | Jordyn Wieber               | Alexandra Raisman           | Larisa Iordache           |
| 22 mars 2012 au 25 mars 2012         | Cottbus (Tournoi des Maîtres) | Sol                 | Diana Maria Chelaru         | Luiza Galiulina             | Kim Bui                   |
| 22 mars 2012 au 25 mars 2012         | Cottbus (Tournoi des Maîtres) | Saut de cheval      | Brittany Rogers             | Nastassia Marachkouskaya    | Claudia Menendez Gonzalez |
| 22 mars 2012 au 25 mars 2012         | Cottbus (Tournoi des Maîtres) | Barres asymétriques | Elisabeth Seitz             | Celine Van Gerner           | Nataliya Kononenko        |
| 22 mars 2012 au 25 mars 2012         | Cottbus (Tournoi des Maîtres) | Poutre              | Vasilikí Milloúsi           | Valeriia Maksiuta           | Brittany Rogers           |
| 28 mars 2012 au 30 mars 2012         | Doha                          | Sol                 | Catalina Ponor              | Diana Laura Bulimar         | Jiang Yuyuan              |
| 28 mars 2012 au 30 mars 2012         | Doha                          | Saut de cheval      | Giulia Steingruber          | Nadina Jarosch              | Teja Belak                |
| 28 mars 2012 au 30 mars 2012         | Doha                          | Barres asymétriques | Elizabeth Tweddle           | Jiang Yuyuan                | Lisa Katharina Hill       |
| 28 mars 2012 au 30 mars 2012         | Doha                          | Poutre              | Catalina Ponor              | Ashleigh Brennan            | Marta Pihan-Kulesza       |
| 7 avril 2012 au 8 avril 2012         | Zibo                          | Sol                 | Lauren Mitchell             | Victoria Moors              | Huang Qiushuang           |
| 7 avril 2012 au 8 avril 2012         | Zibo                          | Saut de cheval      | Cheng Fei                   | Alexa Citlali Moreno Medina | Yamilet Pena Abreu        |
| 7 avril 2012 au 8 avril 2012         | Zibo                          | Barres asymétriques | Yao Jinnan                  | Huang Qiushuang             | Larrissa Miller           |
| 7 avril 2012 au 8 avril 2012         | Zibo                          | Poutre              | Yao Jinnan                  | Huang Qiushuang             | Lauren Mitchell           |
| 27 avril 2012 au 29 avril 2012       | Osijek                        | Sol                 | Elsabeth Black              | Giulia Steingruber          | Silvia Colussi Pelaez     |
| 27 avril 2012 au 29 avril 2012       | Osijek                        | Saut de cheval      | Elsabeth Black              | Giulia Steingruber          | Lais Da Silva Souza       |
| 27 avril 2012 au 29 avril 2012       | Osijek                        | Barres asymétriques | Christine Lee               | Marta Pihan-Kulesza         | Jana Sikulova             |
| 27 avril 2012 au 29 avril 2012       | Osijek                        | Poutre              | Giulia Steingruber          | Vasilikí Milloúsi           | Jessica Diacci            |
| 1er juin 2012 au 3 juin 2012         | Maribor                       | Sol                 | Tina Erceg                  | Marta Pihan-Kulesza         | Lisa Top                  |
| 1er juin 2012 au 3 juin 2012         | Maribor                       | Saut de cheval      | Teja Belak                  | Dorina Boczogo              | Tijana Tkalcec            |
| 1er juin 2012 au 3 juin 2012         | Maribor                       | Barres asymétriques | Celine Van Gerner           | Marta Pihan-Kulesza         | Valeria Pereyra           |
| 1er juin 2012 au 3 juin 2012         | Maribor                       | Poutre              | Celine Van Gerner           | Katarzyna Jurkowska         | Teja Belak                |
| 9 juin 2012 au 10 juin 2012          | Gand                          | Sol                 | Diana Laura Bulimar         | Sasa Golob                  | Lisa Top                  |
| 9 juin 2012 au 10 juin 2012          | Gand                          | Saut de cheval      | Alexa Citlali Moreno Medina | Giulia Steingruber          | Alina Sotnikava           |
| 9 juin 2012 au 10 juin 2012          | Gand                          | Barres asymétriques | Celine Van Gerner           | Marta Pihan-Kulesza         | Ida Gustafsson            |
| 9 juin 2012 au 10 juin 2012          | Gand                          | Poutre              | Catalina Ponor              | Diana Laura Bulimar         | Vasilikí Milloúsi         |
| 23 novembre 2012 au 24 novembre 2012 | Ostrava                       | Sol                 | Barbara Achondo Andino      | Lisa Ecker                  | Krystyna Sankova          |
| 23 novembre 2012 au 24 novembre 2012 | Ostrava                       | Saut de cheval      | Phan Thi Ha Thanh           | Barbara Achondo Andino      | Makarena Pinto Adasme     |
| 23 novembre 2012 au 24 novembre 2012 | Ostrava                       | Barres asymétriques | Kristyna Palesova           | Lisa Top                    | Ida Gustafsson            |
| 23 novembre 2012 au 24 novembre 2012 | Ostrava                       | Poutre              | Kristyna Palesova           | Sanne Wevers                | Ida Gustafsson            |
| 1er décembre 2012 au 2 décembre 2012 | Stuttgart                     | Concours général    | Elizabeth Price             | Elisabeth Seitz             | Giulia Steingruber        |
| 8 décembre 2012                      | Glasgow                       | Concours général    | Elizabeth Price             | Elisabeth Seitz             | Kim Bui                   |